# Auguste Foulhy
Auguste Foulhy est un homme politique français né le 29 août 1858 à Saint-Georges-d'Aurac (Haute-Loire) et mort le 9 mai 1931 à Chanteuges (Haute-Loire).
Propriétaire terrien, il devient maire de Chanteuges et conseiller général du canton de Langeac. Après deux échecs aux législatives en 1914 et 1919, il est élu sénateur de la Haute-Loire en 1920 et siège au groupe des républicains de gauche. Battu aux sénatoriales de 1924, il est également battu aux législatives la même année et se retire alors de la vie politique.

## Sources
- « Auguste Foulhy », dans le Dictionnaire des parlementaires français (1889-1940), sous la direction de Jean Jolly, PUF, 1960 [détail de l’édition]